# Acrosyntaxis angustipennis
Acrosyntaxis angustipennis är en fjärilsart som beskrevs av Hans Rebel 1927. Acrosyntaxis angustipennis ingår i släktet Acrosyntaxis och familjen Symmocidae. Inga underarter finns listade i Catalogue of Life.